# Línea 107 (Montevideo)
La línea 107 fue una línea urbana de  Montevideo  que unía Plaza España con el Puente Carrasco.

## Características
Fue creada en los años veinte, como línea Aj por la entonces Cooperativa de Ómnibus Línea A, la cual en 1937 con la conformación   de la Compañía Cutcsa se recibió la denominación de línea 107. Fue suprimida antes del 2005 junto a la línea 108. Su destino era en la explanada del Frigorífico Carrasco a pocos metros del puente homónimo y del límite departamental entre los departamentos de Montevideo y Canelones. A diferencia de la línea 108, su recorrido hacia el puente de Carrasco era por Camino Carrasco, al igual que la línea 109. 

## Recorridos
En ambos sentidos circulaba por los barrios montevideanos como la Ciudad Vieja, el Centro, Cordón, Tres Cruces, Parque Batlle, La Blanqueada, La Unión, Malvín, Punta Gorda, Carrasco, Carrasco Norte y la ciudad de Paso Carrasco.  
| Ida - Plaza España - Camacuá - Ciudadela - Liniers - San José - Ejido - Avenida 18 de Julio - Constituyente - José Enrique Rodó - Pablo de María - Avenida 18 de Julio - Bulevar Artigas - Avenida Italia - Avenida Estanislao López - Candelaria - Circunvalación Plaza Fabini - Yacó - Almería - Aconcagua - Caramurú - Ciudad de Guayaquil - Avenida Bolivia - Horacio Quiroga - Cooper - Camino Carrasco - Límite departamental. - Paso Carrasco | Vuelta - Paso Carrasco - Camino Carrasco - Cooper - Horacio Quiroga - Avenida Bolivia - Avenida General Paz - Avenida Rivera - Dr Alejandro Gallinal - Aconcagua - Almería - Hipólito Yrigoyen - Avenida Italia - Salvador Ferrer Serra - Acevedo Díaz - Avenida 18 de Julio - Plaza Independencia - Juncal - Reconquista - Camacuá - Plaza España |